# John Brooks (arbitro)
John Edmund Cornwall Brooks (Melton Mowbray, 1990) è un arbitro di calcio ed ex assistente arbitrale di calcio inglese.

## Carriera

### Inizi come assistente arbitrale
Prima di intraprendere la carriera arbitrale, John Brooks praticava il calcio, sport per cui non era però molto portato: poiché provava una forte passione per questo sport, però, all'età di 14 anni, nel 2004, decise di diventare arbitro di calcio, iniziando a dirigere gare dei campionati locali del Leicestershire. All'età di 21 anni, nella stagione 2011-2012, viene promosso in Premier League come assistente arbitrale. Il 21 maggio 2016 viene designato, come assistente, per il suo incontro di prestigio: la finale di FA Cup, diretta da Mark Clattenburg. Nel 2015, invece, viene promosso ad assistente arbitrale internazionale e inserito nelle liste degli ufficiali di gara associati a UEFA e FIFA.

### Arbitro effettivo
Nel 2014, invece, esordisce in National League come arbitro effettivo e non più come assistente, per poi venire promosso ulteriormente, nella English Football League, nel 2016. Nella stagione 2018-2019 viene inserito nel Select Group 2, e nel corso della stagione dirige la finale di FA Vase. Invece, a giugno 2021 viene promosso alla Premier League, insieme a Jarred Gillett, Michael Salisbury e Tony Harrington.
L'esordio effettivo nella massima serie nazionale avviene a dicembre 2021, quando viene designato per dirigere Wolverhampton-Burnley. All'inizio dell'anno solare 2023, invece, viene inserito nella lista degli arbitri FIFA. L'11 febbraio 2023 è chiamato a svolgere il ruolo di VAR nell'incontro Brighton-Crystal Palace: durante la valutazione di un fuorigioco, Brooks e un altro membro della squadra arbitrale commettono un errore che li porta ad annullare una rete alla squadra di casa. In seguito all'episodio, ritenuto grave dai vertici arbitrali inglesi, il responsabile arbitrale Howard Webb convoca una riunione straordinaria, decidendo inoltre di sospendere Brooks per due giornate.
Durante l'estate 2023, il 6 agosto, viene designato come quarto ufficiale nel FA Community Shield 2023 tra Arsenal e Manchester City: l'incontro, terminato con la vittoria della squadra di casa ai tiri di rigore, è diretto da Stuart Attwell. Il 26 ottobre 2023, invece, esordisce in Europa League, dirigendo Sheriff Tiraspol-Servette. Al termine della Premier League 2023-2024 risulta il miglior arbitro del campionato, e il secondo tra gli assistenti al video. Al termine della stagione, il 26 maggio 2024 dirige la finale dei playoff della Football League Championship 2023-2024 Leeds Utd-Southampton; che termina 0-1. Ad agosto, invece, viene designato per dirigere il FA Community Shield 2024, tra i rivali cittadini Manchester City e Manchester Utd, ma, a causa di un infortunio pochi giorni prima dell'incontro, viene sostituito da Jarred Gillett (inizialmente scelto come quarto ufficiale). Prima delll'inizio della stagione sportiva 2024-2025 viene promosso alla prima categoria degli arbitri affiliati alla UEFA, sostituendo il connazionale retrocesso Craig Pawson.